# Нахи, Эстель
Эстель Мари Жозе Нахи (фр. Estelle Marie Josée Nahi; род. 29 мая 1989, Диегонефла, Кот-д’Ивуар) — ивуарийская футболистка. Участница Чемпионата мира в 2015 году в Канаде.

## Достижения
- Бронзовый призёр Чемпионата Африки[англ.]: 2014
- Бронзовый призёр Африканских игр: 2015
- Чемпионка Сербии: 2013
- Чемпионка России: 2014, 2015, 2016
- Вице-чемпионка Кот-д’Ивуара: 2006, 2007, 2010, 2011
- Бронзовый призёр Кот-д’Ивуара: 2012